# Старе Рацибори
Старе Рацибори (пол. Stare Racibory) — село в Польщі, у гміні Соколи Високомазовецького повіту Підляського воєводства.
Населення — 34 особи (2011).
У 1975-1998 роках село належало до Ломжинського воєводства.

## Демографія
Демографічна структура станом на 31 березня 2011 року:
|          | Загалом | Допрацездатний вік | Працездатний вік | Постпрацездатний вік |
| -------- | ------- | ------------------ | ---------------- | -------------------- |
| Чоловіки | 14      | 3                  | 7                | 4                    |
| Жінки    | 20      | 6                  | 11               | 3                    |
| Разом    | 34      | 9                  | 18               | 7                    |